# Kasbah des Cherarda

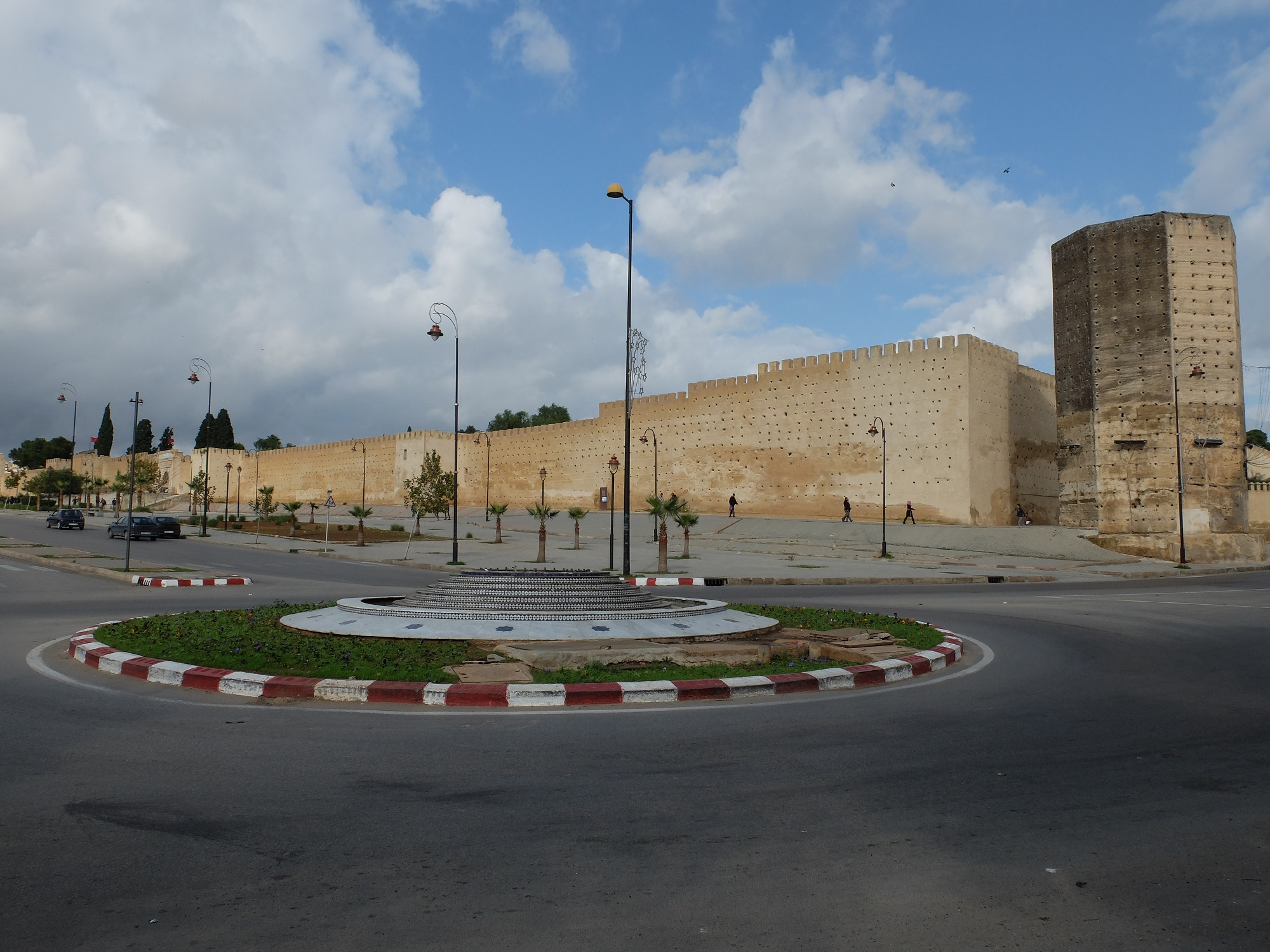
Kasbah des Cherarda

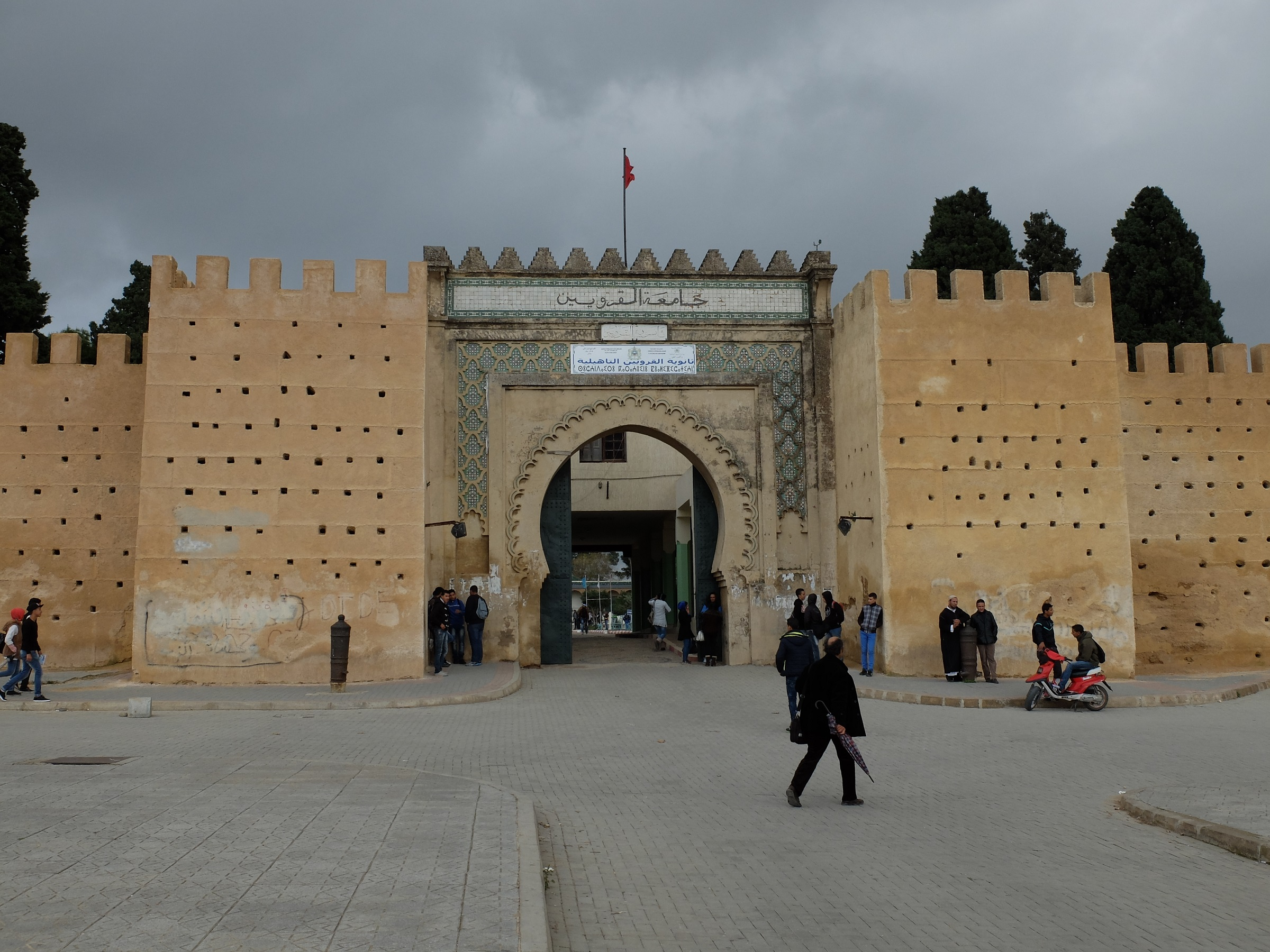
Tor

Die Kasbah des Cherarda gehört seit dem Jahr 1981 als Teil der Medina von Fès zum UNESCO-Welterbe in Marokko. Hinter den ca. 8 bis 10 m hohen Mauern befinden sich Teile der Universität von Fès sowie ein Hospital.

## Lage
Die Kasbah des Cherarda befindet sich nördlich der mittelalterlichen Medina von Fès, ca. 1 km südwestlich des heute als Museum dienenden Borj Nord. Die Ruinen zweier Mausoleen aus der Zeit der Meriniden sind nur ca. 500 m entfernt.

## Geschichte
Die Kasbah des Cherarda wurde bereits im 16. Jahrhundert von den Saadiern erbaut. Ein Ausbau zur heutigen Größe erfolgte unter dem Alawiden-Sultan Mulai ar-Raschid.

## Architektur
Wie auch die gegenüber liegende Stadtmauer von Fès bestehen die zinnenbekrönten Mauern der Kasbah aus Stampflehm (pisé); nur das hufeisenförmige Tor besteht im Kern aus Ziegelsteinen und ist mit Kachelmosaiken geschmückt. In der Südwestecke der Anlage erhebt sich ein Wachturm auf oktogonalem Grundriss.